# Аполония Лапьедра
Аполония Лапьедра (исп. Apolonia Lapiedra; настоящее имя — Саманта Санчес Мартинес, исп. Samantha Sánchez Martínez; род. 27 апреля 1992 года в Эльине, Альбасете, Испания) — испанская порноактриса и эротическая фотомодель.

## Карьера
Начала карьеру в феврале 2015 года в возрасте 22 лет. Сценический псевдоним Аполония взяла в честь одного из персонажей фильма «Крёстный отец». Снимается в сценах традиционного, лесбийского, межрасового и анального секса.
Снимается для студий и сайтов ADP Tube, Airerose Entertainment, AllFineGirls, Bang Bros, Cum Louder, Girlfriends Films, Joymii, Mofos, Nubile Films, Porndoe Premium, Private, Reality Kings, Video Marc Dorcel, Wow Girls и других.
В августе 2015 года появилась на обложке испанского журнала Interviú. В сентябре 2018 года появилась на обложке мексиканского издания журнала Playboy. Также появилась на обложке испанского журнала Primera Línea.
В октябре 2015 года становится лауреатом испанской премии Ninfa Барселонского салона эротики (исп. Salón Erótico de Barcelona) в категории «Лучшая новая актриса». В октябре 2017 года, по выбору жюри мероприятия, получает вторую награду Ninfa, на этот раз в категории «Лучшая актриса». Через месяц впервые была номинирована премиями AVN и XBIZ в категории «Иностранная исполнительница года». В январе 2019 года стала одной из лауреатов премии AVN Awards в категории «Лучшая сцена группового секса в иностранном фильме».
В марте 2021 года была названа компанией Kiiroo «Чувственной звездой» (Feel Star).
По данным сайта IAFD на март 2021 года, снялась в более чем 230 порнофильмах и сценах.
Поддерживает отношения с порноактёром и порнорежиссёром Рамиро Лапьедрой (исп. Ramiro Lapiedra).

## Награды и номинации
| Год  | Награда           | Результат | Категория | Фильм                                             |
| ---- | ----------------- | --------- | --- | ------------------------------------------------- |
| 2015 | Ninfa Award       | Победа    | Лучшая новая актриса                                                                                             | н/д                                               |
| 2016 | Ninfa Award       | Номинация | Лучшая актриса                                                                                                   | н/д                                               |
| 2017 | Ninfa Award       | Победа    | Лучшая актриса (выбор жюри)                                                                                      | н/д                                               |
| 2018 | AVN Award         | Номинация | Иностранная исполнительница года                                                                                 | н/д                                               |
| 2018 | AVN Award         | Номинация | Лучшая сцена секса в виртуальной реальности (вместе с Айком Дизелем и Аниссой Кейт)                              | Public Bang                                       |
| 2018 | Ninfa Award       | Номинация | Лучшая актриса                                                                                                   | El diario de Apolonia Cap. 2                      |
| 2018 | Ninfa Award       | Номинация | Лучший минет | Happy doctorsday                                  |
| 2018 | Ninfa Award       | Номинация | Лучшая сцена триолизма/оргии (вместе с Альберто Бланко, Джейд Пресли, Джиной, Потро де Бильбао и Эмилио Арданой) | Tres hermanitas Cumsumistas                       |
| 2018 | Venus Award       | Номинация | Лучшая южноамериканская исполнительница                                                                          | н/д                                               |
| 2018 | XBIZ Award        | Номинация | Иностранная исполнительница года                                                                                 | н/д                                               |
| 2018 | XBIZ Europa Award | Номинация | Исполнительница года                                                                                             | н/д                                               |
| 2018 | XCritic Award     | Номинация | Лучшая иностранная исполнительница                                                                               | н/д                                               |
| 2019 | AVN Award         | Номинация | Иностранная исполнительница года                                                                                 | н/д                                               |
| 2019 | AVN Award         | Номинация | Лучшая лесбийская сцена в иностранном фильме (вместе с Литтл Каприс)                                             | First Touch                                       |
| 2019 | AVN Award         | Победа    | Лучшая сцена группового секса в иностранном фильме (вместе с Алексой Томас, Меган Рэйн и Эмилио Арданой)         | Undercover                                        |
| 2019 | XBIZ Award        | Номинация | Иностранная исполнительница года                                                                                 | н/д                                               |
| 2019 | XBIZ Europa Award | Номинация | Исполнительница года                                                                                             | н/д                                               |
| 2019 | XBIZ Europa Award | Номинация | Лучшая сцена секса — гламкор (вместе с Джоссом Лескафом)                                                         | Interracial Icon 9                                |
| 2020 | AVN Award         | Номинация | Иностранная исполнительница года                                                                                 | н/д                                               |
| 2020 | AVN Award         | Номинация | Лучшая лесбийская сцена в иностранном фильме (вместе с Алиссой Рис и Сэйбрисс)                                   | Girls’ Spa Day                                    |
| 2020 | AVN Award         | Номинация | Лучшая сцена секса парень/девушка в иностранном фильме (вместе с Кристианом Клэем)                               | Natural Beauties 11                               |
| 2022 | AVN Award         | Победа    | Лучшая международная сцена группового секса (вместе с Альберто Бланко, Литтл Каприс и Эмили Уиллис)              | Better Together (из Vibes 4)                      |
| 2024 | AVN Award         | Номинация | Лучшая международная лесбийская сцена (вместе с Талией Минт)                                                     | Talia Teaches Delicious Apolonia the Art of Taste |
| 2024 | XBIZ Europa Award | Номинация | Лучшая сцена секса — лесбийский фильм (вместе с Талией Минт)                                                     | Talia Teaches Delicious Apolonia the Art of Taste |
| 2024 | XBIZ Europa Award | Номинация | Лучшая сцена секса — полнометражный/среднеметражный фильм (вместе с Келли Коллинз и Марко Буллом)                | In Vogue                                          |
| 2025 | AVN Award         | Номинация | Лучшая международная сцена группового секса (вместе с Альберто Бланко и Талией Минт)                             | Apolonia and Talia: Whispers of Forbidden         |

## Избранная фильмография
- 2015 — Chicas Loca 6
- 2016 — Anal Innocence[30]
- 2016 — Backseat Banging
- 2016 — Nacho’s First Class Fucks
- 2016 — Naughty Students[31]
- 2016 — Russian Institute Lesson 22: Medical Exam
- 2017 — Ardent Desires
- 2017 — Cocks XL 7
- 2017 — Gang Bang 2
- 2017 — Mouth Service 2[32]
- 2017 — Pool Party Girls[33]
- 2017 — Pure Bush 5
- 2017 — Sweet 18 4
- 2018 — A Girl Knows 14
- 2018 — Interracial Icon 9
- 2018 — Latinas Like It Big 4

## Дискография
- 2021 — Casada Con Mi Glock (feat. Ochovo и The Bird)